# La lepre e la tartaruga (film)
La lepre e la tartaruga (The Tortoise and the Hare) è un film del 1935 diretto da Wilfred Jackson. È un cortometraggio d'animazione della serie Sinfonie allegre, distribuito negli Stati Uniti dalla United Artists il 5 gennaio 1935 e basato sull'omonima favola di Esopo. È noto per aver introdotto nell'animazione il concetto della velocità, sviluppato principalmente dall'animatore Hamilton Luske (con l'assistenza di Ward Kimball) tramite delle linee. Il corto vinse l'Oscar al miglior cortometraggio d'animazione ai premi Oscar 1935. Fu poi seguito nel 1936 dal corto Il campione.

## Trama
Una moltitudine di animali si riunisce per assistere alla gara tra Max Leprotto e Tobia Tartaruga. Max è chiaramente favorito, mentre Tobia viene subito preso in giro e deriso per essere lento e goffo. Appena la gara inizia, Max sfreccia sulla pista ottenendo un enorme vantaggio, ma si ferma presso una scuola femminile per parlare con quattro conigliette. Quando arriva anche Tobia, le conigliette lo invitano a fermarsi ma lui si rifiuta poiché intende finire la gara. Anche se Tobia ora è in testa, Max decide di rimanere per un po', essendo sicuro di non avere problemi a mettersi al passo con lui, e utilizza il campo sportivo della scuola per mettere in mostra le sue incredibili doti di velocista. A un certo punto però sente la folla rumoreggiare, e vede che Tobia non è lontano dal traguardo. Così saluta le conigliette e si precipita verso il traguardo. Tobia, vedendo che Max sta recuperando, aumenta il ritmo allungando le gambe e il collo, vince la gara in extremis e viene portato in trionfo dal pubblico.

## Distribuzione

### Edizione italiana
Il film fu distribuito in Italia nel 1936 in lingua originale. Fu doppiato dal Gruppo Trenta per l'inclusione nella VHS I capolavori di Walt Disney - 9 Oscars, uscita nel maggio 1986. Tale doppiaggio venne usato solo nell'edizioni home video successive e nelle trasmissioni televisive, perché il corto fu poi incluso su Disney+ in lingua originale il 24 marzo 2020.

### Edizioni home video

#### VHS
America del Nord
- More of Disney's Best 1932-1946 (1984)
- Starring Silly Symphonies (6 ottobre 1987)

Italia
- I capolavori di Walt Disney - 9 Oscars (maggio 1986)[4][6]
- Le fiabe volume 4: La lepre e la tartaruga e altre storie (settembre 2002)[7]

#### DVD
Il cortometraggio fu distribuito in DVD-Video nel primo disco della raccolta Silly Symphonies, facente parte della collana Walt Disney Treasures e uscita in America del Nord il 4 dicembre 2001 e in Italia il 22 aprile 2004. In America del Nord fu incluso anche nel primo volume della collana Timeless Tales (uscito il 16 agosto 2005) e nel DVD The Tortoise and the Hare (uscito il 19 maggio 2009 come quarto volume della collana Walt Disney Animation Collection). In Italia è invece incluso nel DVD La lepre e la tartaruga e altre storie, uscito il 4 dicembre 2003 come quarto volume della collana Le fiabe.

## Altri media
L'uscita del film fu pubblicizzata anche tramite una storia a fumetti scritta da Ted Osborne e Al Taliaferro e pubblicata in nove tavole domenicali dal 23 dicembre 1934 al 17 febbraio 1935. La storia, intitolata "Il mistero del collegio", non è un adattamento del corto ma un giallo che vede i due protagonisti nelle vesti di detective. Fu pubblicata per la prima volta in Italia il 25 aprile 1935 nel n. 5 della rivista I tre porcellini. Max Leprotto e Tobia Tartaruga sono poi apparsi saltuariamente in alcune storie a fumetti.